# Feargal Sharkey
Sean Feargal Sharkey, född 13 augusti 1958, som det näst yngsta av sju syskon, i Derry, Nordirland, är en irländsk musiker och sångare.
Feargal Sharkey blev först känd som sångare i The Undertones i slutet av 1970-talet. Bandet splittrades 1983 varpå Sharkey en kort tid fortsatte som sångare i The Assembly och sedan påbörjade sin solokarriär. 1985 fick han en stor hit och listetta i England med "A Good Heart", skriven av Maria McKee. Under 90-talet lämnade han sitt eget musicerande bakom sig och gjorde karriär inom skivindustrin med olika konsultuppdrag och styrelsearbeten. 

## Diskografi
Album
- 1985 – Feargal Sharkey
- 1988 – Wish
- 1991 – Songs From The Mardi Gras

Singlar
- 1984 – "Listen to Your Father"
- 1985 – "Loving You"
- 1985 – "A Good Heart"
- 1986 – "You Little Thief"
- 1986 – "Someone to Somebody"
- 1986 – "It's All Over Now"
- 1988 – "More Love"
- 1988 – "Out of My System"
- 1991 – "I've Got News for You"
- 1991 – "Women & I"
- 1991 – "To Miss Someone"